# Coltene Holding
Die COLTENE Holding AG (bis April 2008 Medisize Holding AG) mit Sitz in Altstätten ist ein auf Entwicklung, Herstellung und Vertrieb von dentalen Verbrauchsmaterialien spezialisiertes international tätiges Schweizer Unternehmen. Coltène ging Anfang 2006 aus der Konzernsparte Health Care der schweizerischen Gurit-Heberlein AG hervor. Diese Sparte wurde am 23. Juni 2006 als eigenständige, finanziell unabhängige Gesellschaft an der Schweizer Börse SWX Swiss Exchange kotiert. Coltène beschäftigte per Ende 2007 1’227 Mitarbeiter und erwirtschaftete 2007 einen Umsatz von 274 Millionen Schweizer Franken, davon entfielen 686 Mitarbeiter bzw. 168 Millionen Franken auf den weitergeführten Dentalbereich. Im Jahr 2019 erwirtschaftete Coltene mit 1'400 Mitarbeitern einen Umsatz von 273,8 Mio. Schweizer Franken.

## Tätigkeitsgebiet
Coltène entwickelt, produziert und vertreibt zahnmedizinische Verbrauchsgüter und Kleingeräte. Das Produktsortiment umfasst neben Abformmaterialien und Füllmaterialien Produkte zur Wurzelkanalbehandlung, für die Patientensicherheit und -Hygiene sowie Diamant- und Hartmetallbohrern. 

## Geschichte
Die 1835 gegründete Gurit-Heberlein AG war bis in die 1960er Jahre hauptsächlich in der Textilveredelung, in der Herstellung synthetischer Fasern (Helanca) sowie im Textilmaschinenbau tätig. Ende der 1960er Jahre diversifizierte das Unternehmen in verschiedene Bereiche, 1967 mit der Übernahme der auf Dentalprodukte spezialisierte Firma Coltène in Altstätten auch ins Dentalgeschäft. Die Coltène AG schloss sich 1990 mit der amerikanischen Firma Whaledent Inc. zusammen. Daraus entstand innerhalb des Gurit-Heberlein Konzerns der Geschäftsbereich Health Care.
2005 entschied der Verwaltungsrat von Gurit-Heberlein den Konzern entlang der bisherigen Divisionsgrenzen in zwei selbständige Firmen aufzuteilen. Dabei wurde das Medizinal- und Dentalgeschäft als eigenständiges Unternehmen unter dem Firmennamen Medisize Holding AG an die Börse gebracht. 
Ende Februar 2008 entschied Medisize, das gesamte Medizinal-Geschäft zu veräussern und sich ausschliesslich nur noch auf das Dentalgeschäft zu konzentrieren. Das Unternehmen wurde daraufhin im April 2008 in Coltène Holding AG umbenannt und ein Jahr später der Sitz von Wattwil nach Altstätten verlegt. Heute tritt die Firma unter dem Namen Coltène/Whaledent auf.